# Edgar Dearing

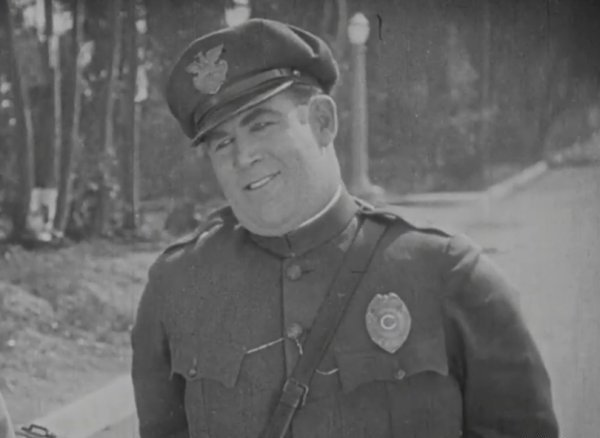
Edgar Dearing im Film Abraham Lincoln, 1930

Edgar Dearing (* 4. Mai 1893 in Ceres, Kalifornien, Vereinigte Staaten; † 17. August 1974 in Woodland Hills, Kalifornien, Vereinigte Staaten) war ein US-amerikanischer Schauspieler.

## Leben
Dearing wurde 1893 geboren und begann seine Karriere in Stummfilmkomödien für Hal Roach, darunter mehrere mit Laurel und Hardy, insbesondere in deren Klassiker Zwei Seepferdchen, seiner wahrscheinlich besten Filmrolle überhaupt. Später hatte er in den 40er Jahren Nebenrollen in mehreren ihrer Filme für 20th Century Fox.
Dearing blieb in dieser bekannten Rolle bis Anfang der 1950er Jahre und trat dann in zahlreichen Film- und Fernsehwestern auf, meist als Sheriff. Eine seiner Gastrollen war in der syndizierten Fernsehserie Range Rider mit Jock Mahoney und Dick Jones in den Hauptrollen.
Bis zu seiner Pensionierung Anfang der 1960er Jahre war er weiterhin in der Film- und Fernsehbranche aktiv.
Er war von 1921 bis 1935 mit Nelvina Hyink und ab 1937 mit Lila Susanna Stones verheiratet. Er starb an Lungenkrebs.

## Filmografie
- 1924: Das Wasser kocht (Hot Water)
- 1927: Laurel und Hardy: The Second Hundred Years (The Second Hundred Years)
- 1927: Should Men Walk Home?
- 1927: Das Haus der tausend Freuden (Call of the Cuckoo)
- 1927: Laurel und Hardy: Why Girls Love Sailors (Why Girls Love Sailors)
- 1928: Playin’ Hookey
- 1928: Should Tall Men Marry?
- 1928: Finders Keepers
- 1928: Zwei junge Herzen (Lonesome)
- 1928: Laurel und Hardy: Zwei Matrosen (Two Tars)
- 1929: Laurel und Hardy: Nur mit Lachgas (Leave ’Em Laughing)
- 1929: Flieger (Flight)
- 1929: The Jazz Age
- 1930: Big Money
- 1930: Two Plus Fours
- 1930: Buster rutscht ins Filmland (Free and Easy)
- 1931: Consolation Marriage
- 1932: Blühender Blödsinn (Horse Feathers)
- 1933: Laurel und Hardy: The Midnight Patrol (The Midnight Patrol)
- 1933: Eskimo
- 1934: Cleopatra
- 1935: The Rainmakers
- 1936: Swing Time
- 1937: China Passage
- 1937: Nancy Steele Is Missing!
- 1937: They Gave Him a Gun
- 1937: Big City
- 1937: Die schreckliche Wahrheit (The Awful Truth)
- 1938: Blondie
- 1939: Blondie Meets the Boss
- 1940: When the Daltons Rode
- 1940: Keine Zeit für Komödie (No Time for Comedy)
- 1940: Cross-Country Romance
- 1942: Laurel und Hardy: Die Geheimagenten (A-Haunting We Will Go)
- 1944: Mr. Trent schlägt dem Alter ein Schnippchen (The Big Noise)
- 1945: Straße der Versuchung (Scarlet Street)
- 1945: Her Lucky Night
- 1945: Don’t Fence Me In
- 1947: Fremde Stadt (Magic Town)
- 1947: Mädchen für Hollywood (Variety Girl)
- 1947: Die Unbesiegten (Unconquered)
- 1947: Rauhe Ernte (Wild Harvest)
- 1947: Christmas Eve (Approved)
- 1947: Jede Frau braucht einen Engel (The Bishop’s Wife)
- 1948: Die Rückkehr des Whistler (The Return of the Whistler)
- 1948: Schlingen der Angst (Sleep, My Love)
- 1948: Sein Engel mit den zwei Pistolen (The Paleface)
- 1949: Samson und Delilah (Samson and Delilah)
- 1949: Prison Warden (Approved)
- 1949: Der besiegte Geizhals (Sorrowful Jones)
- 1950: Herz in der Hose (Fancy Pants)
- 1950: Lightning Guns
- 1950: Herz in der Hose (Fancy Pants)
- 1950: Menschen ohne Seele (Union Station)
- 1950: Gangster ohne Gnade (This Side of the Law)
- 1950: Auf Winnetous Spuren (The Iroquois Trail)
- 1950: Der einsame Champion (Right Cross)
- 1950: Lach und wein mit mir (Riding High)
- 1951: Pecos River
- 1951: Mein Mann will heiraten (Grounds for Marriage)
- 1951: Ridin’ the Outlaw Trail
- 1951: Unsichtbare Gegner (Unsichtbare Gegner) (Santa Fe)
- 1952: Engel der Gejagten (Rancho Notorious)
- 1952: Der König der Wildnis (The Lion and the Horse)
- 1953: Gefahr aus dem Weltall (It Came From Outer Space)
- 1953: Überfall in Texas (Gun Belt)
- 1953,1955: Topper
- 1954: Villa mit 100 PS (The Long, Long Trailer)
- 1954: Alarm
- 1954: Ma and Pa Kettle at Home
- 1954: Das lange Warten (The Long Wait)
- 1954: Ihre zwölf Männer (Her Twelve Men)
- 1954: My Little Margie
- 1955: Tarantula
- 1955,1956: Drei gute Freunde (The Adventures of Champion)
- 1956: Annie Oakley
- 1956: Buffalo Bill, Jr.
- 1956: Cha-Cha-Cha Boom!
- 1957: God Is My Partner
- 1957: Flucht vor dem Galgen (The Hired Gun)
- 1959: Alfred Hitchcock präsentiert (Alfred Hitchcock Presents)
- 1959: Auf der Kugel stand kein Name (No Name on the Bullet)
- 1959: Westlich von Santa Fé
- 1960: Alle lieben Pollyanna (Pollyanna)
- 1961: Ada
- 1964: Unwahrscheinliche Geschichten (Twilight Zone)